# Schede (Weser)
El Schede és un afluent del Weser a l'estat de Baixa Saxònia, que neix al bosc de Bramwald prop de Bühren, al parc natural de Münden. El nom d'origen baix alemany significa frontera i prové de la seva situació entre dues formacions geològiques: el massiu de gres del Bramwald i els pujols basàltics de Dransfeld. Fins a la primera meitat del segle XX només a Bühren actuava cinc molins d'aigua. L'ús creixent de l'Schede per a l'abastament d'aigua potable va baixar el cabal tant que avui no bastaria per a utilitzar-lo com a força hidràulica.

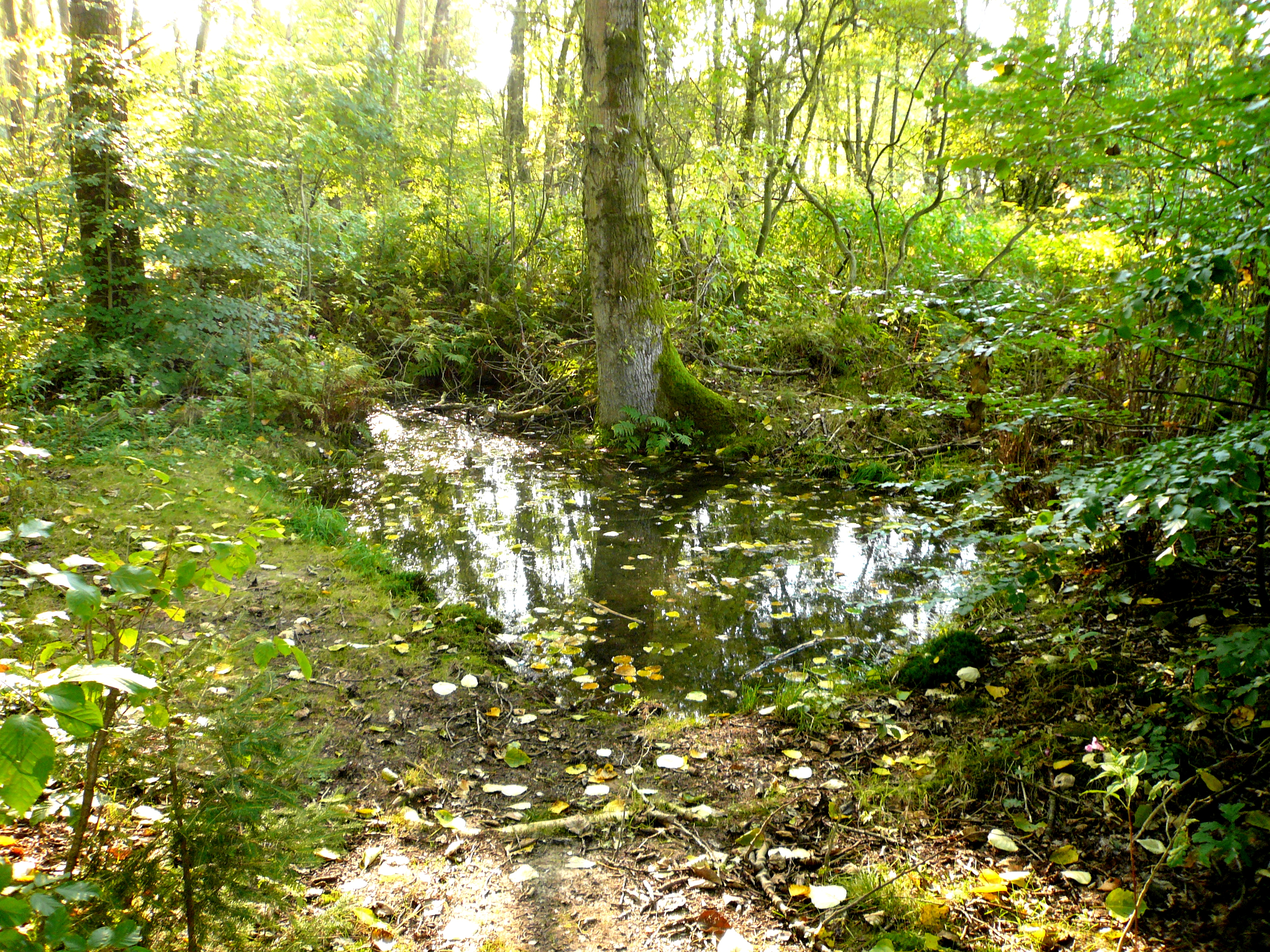
La font a la serra de Bramwald al sud-est de Bühren

## Afluents
- Thielebach
- Roterbach
- Heiferbach
- Ützenbach
- Molkebach